# Kafr as-Sadat
Kafr as-Sadat (arab. كفر السادات) – miejscowość w Egipcie, w muhafazie Al-Minufijja. W 2006 roku liczyła 3559 mieszkańców.